# Gustaf Wallteng
Karl Gustaf Wallteng, född 23 december 1889 i Västerlövsta församling, Västmanlands län, död 13 april 1935 i Lidingö, major i Frälsningsarmén, sångförfattare och kompositör.
Wallteng blev frälsningsofficer 1909 och efter att ha varit kårledare (vilket på den tiden kallades Befälhavande Officer (BO)) på ett flertal kårer runtom i Sverige blev han medarbetare på Stridsropets redaktion i slutet av 1920-talet. Han var chef för FA:s musikavdelning från 1931 fram till sin bortgång år 1935. Han hade även tagit en organistexamen.

## Sånger
- Allt åt Jesus helt jag lämnar (svensk översättning)
- Det finns ett bättre land vid härlighetens strand (musik)
- Jesus kom till detta fallna släkte (text & musik)
- Trötte pilgrim på väg till fadershemmets ljusa land (text & musik)
- Över mörka djup, invid branta stup (text & musik)